# Sid Huntley
Sydney "Sid" Huntley, född 28 april 1934 i London, är en engelsk-svensk före detta fotbollsspelare och tränare. I Sverige var Huntley bland annat tränare för Örgryte IS och IFK Malmö. 
Huntley spelade för Millwall FC och Arsenal FC Hans tränarkarriär började i Akropolis FC i Australien. Han kom till Sverige 1971 och förde upp IK Sirius till allsvenskan 1972. Han tränade Sandvikens IF 1973, 1974-1975 tränade han Örgryte IS i allsvenskan. 1976–1979 tränade han IFK Malmö. 1979 blev han tränare för IFK Mora. Avled 25 februari 2017 efter en lång tids sjukdom.